# Anisodes postposita
Anisodes postposita är en fjärilsart som beskrevs av W. Warren 1902. Anisodes postposita ingår i släktet Anisodes och familjen mätare. Inga underarter finns listade i Catalogue of Life.